# Parafia św. Kazimierza Królewicza we Wrześni
Parafia św. Kazimierza Królewicza we Wrześni – rzymskokatolicka parafia znajdująca się w dekanacie Września II w archidiecezji gnieźnieńskiej.

## Historia
Dekret erekcyjny parafii podpisał 1 maja 1983 ksiądz prymas Polski Józef Glemp. Pierwszym proboszczem został ks. Andrzej Zientek. Pierwszą mszę w tymczasowej kaplicy odprawił 10 września 1983 ks. bp. Jan Czerniak. Aktu wmurowania kamienia węgielnego dokonał ks. prymas 14 kwietnia 1988. Z dniem 1 września 1988 dekretem prymasa proboszczem zostaje ks. Stanisław Adam Głowski. W 1998 na wieży zawieszono trzy dzwony, a w 2001 elektroniczny zegar z czterema tarczami. Konsekracja kościoła miała miejsce 18 września 1996 przez Abp. Henryka Muszyńskiego. W 2006 odsłonięto pomnik Jana Pawła II obok świątyni jako ofiara parafian w I rocznicę śmierci.

## Zasięg parafii
Sławno (Mankowo), Bierzglinek, częściowo Obłaczkowo

## Proboszczowie
- ks. Andrzej Zientek (od powstania parafii do 1 września 1988)
- ks. Stanisław Adam Głowski (od 1 września 1988 do 5 czerwca 2008)
- ks. Andrzej Szczęsny (administrator parafii pod koniec kadencji ks. Głowskiego do 5 czerwca 2008)
- ks. Tomasz Głuszak (od 5 czerwca 2008 do 1 października 2009)
- ks. Dariusz Kozłowski (od 1 października 2009 do dziś)